# راينهارد بيترز
راينهارد بيترز (بالألمانية: Reinhard Peters)‏ هو موزع ألماني، ولد في 2 أبريل 1926 في ماغديبورغ في ألمانيا، وتوفي في 4 يونيو 2008 في برلين في ألمانيا.

## وصلات خارجية
- راينهارد بيترز على موقع ميوزك برينز (الإنجليزية)
- راينهارد بيترز على موقع أول ميوزيك (الإنجليزية)
- راينهارد بيترز على موقع ديسكوغز (الإنجليزية)